# Monument à Magellan

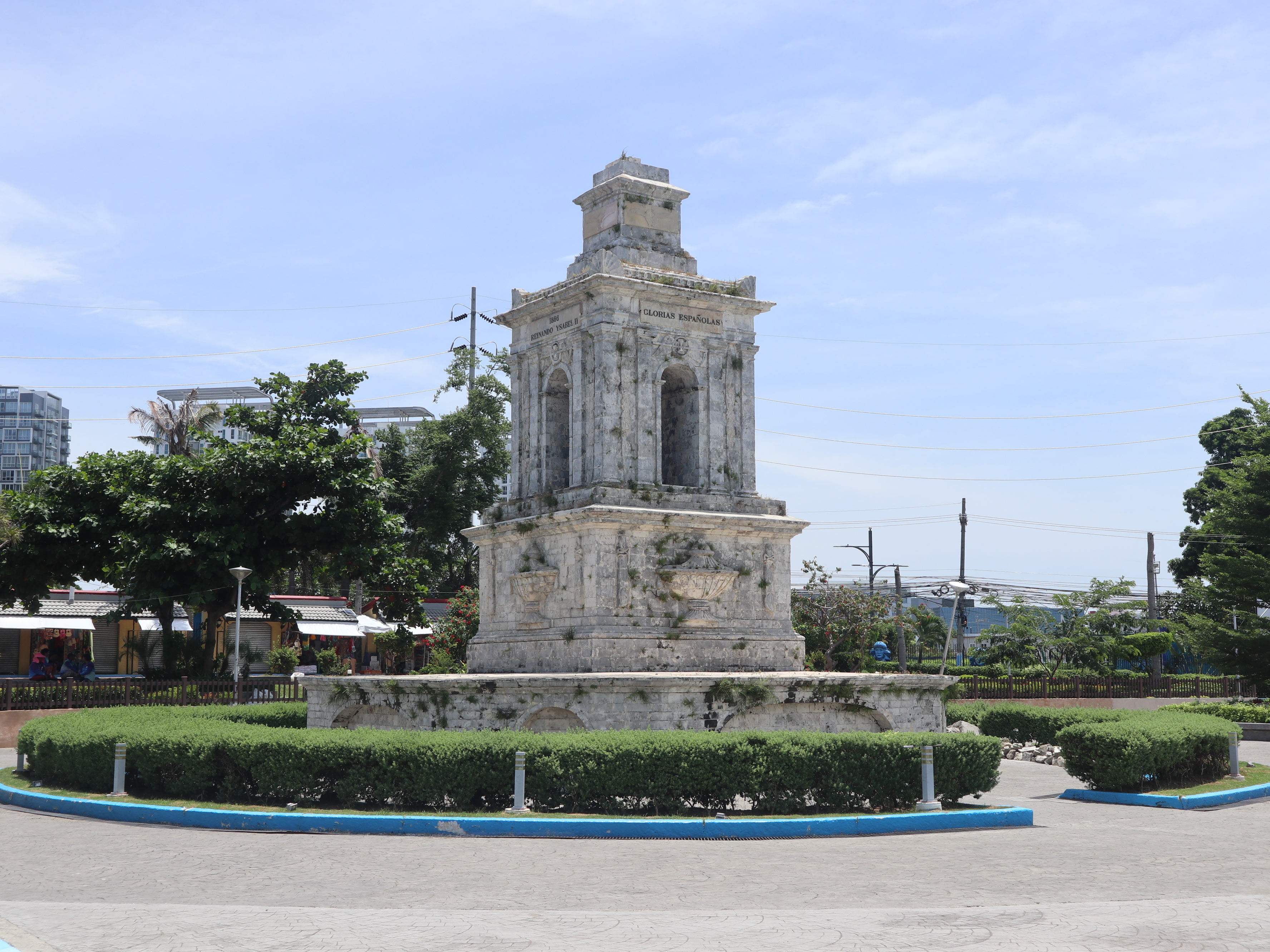
Le monument à Magellan en 2022 à la suite du Typhon Rai.

Le monument à Magellan est un monument commémorant l'explorateur portugais Fernand de Magellan, érigé sur l'île de Mactan aux Philippines.

## Caractéristiques
Le monument est situé à l'endroit supposé de la mort du navigateur Fernand de Magellan, tué en 1521 lors de la bataille de Mactan. Il occupe un emplacement à une centaine de mètres de la rive, sur la côte nord-est de l'île de Mactan, au large de l'île de Cebu dans les Philippines centrale.
Le monument à Magellan est un édifice en pierre, de base carrée et surmonté d'un obélisque terminé par une sphère. Il mesure environ 30 m de hauteur au total.
L'édifice est entouré d'un petit parc. À proximité, près de la rive, s'élève le monument à Lapu-Lapu, dédié au chef de l'île dont les forces défirent celles de Magellan.
Il ne s'agit pas du seul monument dédié à Fernand de Magellan aux Philippines : sur l'île de Cebu est située la croix de Magellan, plantée par les marins de Magellan lors de son arrivée sur l'île et abritée dans une petite chapelle. Manille possédait également un monument à la mémoire du navigateur, détruit pendant la Seconde Guerre mondiale lors de la bataille de Manille.
À la suite du Typhon Rai en décembre 2022, la flèche du monument a chuté.